# Paola Penni
Paola Penni, pseudonimo di Paola Piccinini (Bologna, 7 ottobre 1942), è una conduttrice televisiva, cantante e attrice italiana.

## Biografia
A diciott'anni ebbe la sua prima scrittura.
Sceglie come nome d'arte Penni perché, durante un'esibizione a Riccione, una persona del pubblico gridò "Per quella lì non darei un penny".
Dopo aver frequentato i corsi di danza del ballerino Teddy Lane, iniziò la carriera come valletta di Mike Bongiorno nella trasmissione La fiera dei sogni.
Come cantante, incise una cover di Au revoir di Gilbert Bécaud;  partecipò poi a Un disco per l'estate 1964 con Solamente un'amicizia.
Presentò il Festival di Sanremo 1966 assieme a Mike Bongiorno e Carla Maria Puccini.
Come attrice recitò in Bocche cucite di Pino Tosini nel 1968; in teatro lavorò con Erminio Macario. È stata anche interprete di alcuni fotoromanzi sul settimanale Grand Hotel.
Si ritirò poi dall'attività per aprire un'agenzia di stampa a Rignano Flaminio.

## Discografia parziale

### Singoli
- 1964 - Non m'illudo più/Au revoir (La Voce del Padrone, MQ 1878, 7")
- 1964 - Solamente un'amicizia/Può accadere domani (La Voce del Padrone, MQ 1888, 7")

## Filmografia
- Bocche cucite, regia di Pino Tosini (1968)